# Lyne Chantal Boudreau
Lyne Chantal Boudreau est une femme politique canadienne.
Elle représente la nouvelle circonscription de Champdoré-Irishtown à l'Assemblée législative du Nouveau-Brunswick depuis les élections provinciales de 2024.
Elle est ministre responsable de l’Égalité des femmes et ministre responsable des Aînés dans le gouvernement libéral de Susan Holt.

## Biographie
Lyne Chantal Boudreau est née à Sept-Îles, dans la Côte-Nord, au Québec, d’un père charpentier et d’une mère qui allait devenir aide-enseignante. À l’âge de sept ans, elle déménage avec sa famille à Shippagan, au Nouveau-Brunswick.
Elle fait toutes ses études supérieures à l’Université de Moncton. Elle obtient un baccalauréat en psychologie en 1986, une maîtrise en administration scolaire en 1999 et un doctorat en éducation en 2014.
Lyne Chantal Boudreau travaille pendant 20 ans dans le système scolaire public à titre d’enseignante-ressource dans une classe d'élèves à besoins spéciaux, de directrice d’école et d'agente pédagogique. De 2017 à 2024, elle est professeure en administration de l'éducation à l’Université de Moncton.
Elle milite au sein de plusieurs organismes pour la prévention et l’élimination de la violence familiale.